# Cadaba stenopoda
Cadaba stenopoda är en kaprisväxtart som beskrevs av Ernest Friedrich Gilg och Benedict. Cadaba stenopoda ingår i släktet Cadaba och familjen kaprisväxter. Inga underarter finns listade i Catalogue of Life.